# توغزت (زاوية سيدي قاسم)
توغزت هي إحدى مشيخات المملكة المغربية، تتبع جغرافيا لإقليم تطوان وإداريًا لزاوية سيدي قاسم. يقدر عدد سكانها بـ 1150 نسمة حسب الإحصاء الرسمي للسكان والسكنى لسنة 2004.